# Herpetoreas burbrinki
Herpetoreas burbrinki — вид змій родини полозових (Colubridae). Ендемік Китаю. Описаний у 2014 році.

## Поширення і екологія
Herpetoreas burbrinki відомі з типової місцевості, розташованої в повіті Цзаю на південному сході Тибету, на висоті 1889 м над рівнем моря. Вони живуть у вічнозелених гірських лісах.